# الصحة البيئية والطب الوقائي
الصحة البيئية والطب الوقائي عبارة عن مجلة طبية مفتوحة الوصول يتم مراجعتها كل شهرين تغطي الطب الوقائي والصحة البيئية. 
تأسست في عام 1996
وتم نشرها بواسطة BioMed Central. 
إنها الجريدة الرسمية للجمعية اليابانية للنظافة. 
رئيس التحرير هو Hidekuni Iandera (جامعة توياما). 
وفقًا لتقارير Journal Citation ،
لدى المجلة عامل تأثير لعام 2015 يبلغ 1.214.